# Nationale Frauen-Fußball-Meisterschaft 2019
Die Nationale Frauen-Fußball-Meisterschaft 2019 war die 16. Austragung des Fußball-Pokalwettbewerbs für südkoreanische Vereinsmannschaften der Frauen. Titelverteidiger war Gumi Sportstoto.
Das Pokalturnier begann am 22. Juli und endete am 4. August 2019 mit dem Finalspiel. Die Spiele wurden in Changwon, im Stadtteil Habcheon, im Habcheon-Sportcenter ausgetragen.

## Teilnehmende Mannschaften
Am Pokalturnier nahmen die WK-League-Mannschaften teil. Außerdem durften auch Mannschaften, die sich angemeldet haben, mit am Pokalturnier teilnehmen.
| WK League die 8 Vereine der WK League 2019 | angemeldete Mannschaften |
| - Boeun Sangmu WFC - Gumi Sportstoto - Gyeongju KHNP WFC - Hwacheon KSPO WFC - Changnyeong WFC - Incheon Hyundai Steel Red Angels - Seoul WFC - Suwon UDC WFC | - Daegu WFC              |

## Gruppenphase

### Gruppe A
| Pl. | Verein            | Sp. | S | U | N | Tore    | Diff. | Punkte |
| --- | ----------------- | --- | - | - | - | ------- | ----- | ------ |
| 1.  | Hwacheon KSPO WFC | 2   | 2 | 0 | 0 | 008:000 | +8    | 06     |
| 2.  | Suwon UDC WFC     | 2   | 1 | 0 | 1 | 007:100 | +6    | 03     |
| 3.  | Daegu WFC         | 2   | 0 | 0 | 2 | 000:140 | −14   | 0      |

| 25. Juli 2019     |     |                   |
| Hwacheon KSPO WFC | 7:0 | Daegu WFC         |
| 27. Juli 2019     |     |                   |
| Daegu WFC         | 0:7 | Suwon UDC WFC     |
| 29. Juli 2019     |     |                   |
| Suwon UDC WFC     | 0:1 | Hwacheon KSPO WFC |

### Gruppe B
| Pl. | Verein           | Sp. | S | U | N | Tore    | Diff. | Punkte |
| --- | ---------------- | --- | - | - | - | ------- | ----- | ------ |
| 1.  | Boeun Sangmu WFC | 2   | 1 | 1 | 0 | 005:200 | +3    | 04     |
| 2.  | Seoul WFC        | 2   | 1 | 0 | 1 | 001:300 | −2    | 03     |
| 3.  | Changnyeong WFC  | 2   | 0 | 1 | 1 | 002:300 | −1    | 01     |

| 25. Juli 2019    |     |                  |
| Changnyeong WFC  | 0:1 | Seoul WFC        |
| 27. Juli 2019    |     |                  |
| Seoul WFC        | 0:3 | Boeun Sangmu WFC |
| 29. Juli 2019    |     |                  |
| Boeun Sangmu WFC | 2:2 | Changnyeong WFC  |

### Gruppe C
| Pl. | Verein                 | Sp. | S | U | N | Tore    | Diff. | Punkte |
| --- | ---------------------- | --- | - | - | - | ------- | ----- | ------ |
| 1.  | Incheon Hyundai S.R.A. | 2   | 2 | 0 | 0 | 009:300 | +6    | 06     |
| 2.  | Gumi Sportstoto (P)    | 2   | 1 | 0 | 1 | 003:700 | −4    | 03     |
| 3.  | Gyeongju KHNP WFC      | 2   | 0 | 0 | 2 | 001:300 | −2    | 0      |

| (P) | Vorjahres Pokalsieger |

| 25. Juli 2019     |     |                   |
| Hwacheon KSPO WFC | 1:1 | Gyeongju KHNP WFC |
| 27. Juli 2019     |     |                   |
| Gyeongju KHNP WFC | 4:0 | Boeun Sangmu WFC  |
| 29. Juli 2019     |     |                   |
| Boeun Sangmu WFC  | 0:5 | Hwacheon KSPO WFC |

## K.O.-Runde

### Viertelfinale
Das Viertelfinale wurde am 31. Juli 2019 ausgetragen.
|                        | Ergebnis        |                 |
| ---------------------- | --------------- | --------------- |
| Seoul WFC              | 1:2             | Gumi Sportstoto |
| Incheon Hyundai S.R.A. | 4:4 (8:9 n. E.) | Suwon UDC WFC   |

### Halbfinale
Das Halbfinale wurde am 2. August 2019 ausgetragen.
|                   | Ergebnis |                 |
| ----------------- | -------- | --------------- |
| Hwacheon KSPO WFC | 1:3      | Gumi Sportstoto |
| Boeun Sangmu WFC  | 2:3      | Suwon UDC WFC   |

### Finale
Das Finale wurde am 4. August 2019 ausgetragen.
|                 | Ergebnis |               |
| --------------- | -------- | ------------- |
| Gumi Sportstoto | 2:3      | Suwon UDC WFC |